# Zhovti Vody
Zhovti Vody (en ucraniano: Жовті Води, lit. 'aguas amarillas') es una ciudad ucraniana perteneciente al óblast de Dnipropetrovsk. Situada en el centro del país, es parte del raión de Kamianské y centro del municipio (hromada) homónimo. Zhovti Vody es forma parte del área metropolitana de Krivói Rog. 

## Toponimia
El nombre del lugar en ruso es Zholtie Vody (en ruso: Жёлтые Воды).

## Geografía
Zhovti Vody está situada a orillas río Zhovta, a 136 kilómetros al oeste de Dnipró y 71 kilómetros al norte de Krivói Rig. Zhovti Vody se encuentra en la frontera con el óblast de Kirovogrado. 

## Historia
En el pueblo se encuentra un túmulo funerario de la época escita.
Se cree que el 16 de mayo de 1648 tuvo lugar una batalla entre el ejército del Hetmanato cosaco bajo el liderazgo de Bogdán Jmelnitski y las tropas de la República de las Dos Naciones bajo el liderazgo de Stefan Potocki cerca de la ciudad de Zhovti Vody. Esta batalla marcó el comienzo de la rebelión de Jmelnitski.
A finales del siglo XIX, se descubrieron ricos yacimientos de mineral de hierro en la cuenca del río Zhovta. Zhovti Vody fue fundada en 1895 como el asentamiento Zhovta Riká (en ucraniano: Жовта Ріка). En 1898, comenzó la extracción de mineral en la cantera Krasnokutski, cuyo propietario era el comerciante Kopilov de Yekaterinoslav. El número de trabajadores empleados en las minas variaba según el período de crecimiento o crisis de la industria del mineral de hierro en general, siendo principalmente trabajadores temporeros que venían de las provincias circundantes y de los pueblos cercanos. Los trabajadores vivían en barracones de tierra y se construyeron varias casas de piedra para los trabajadores cualificados y sus familias. Estas minas contaban con un bajo nivel de seguridad laboral, lo que provocaba frecuentes accidentes laborales. En 1905, se abrió una escuela primaria de minería, donde estudiaban los hijos de los empleados y algunos trabajadores de la planta, así como los campesinos ricos de las aldeas cercanas.
En la guerra civil rusa, las minas de Zhovta Riká no funcionaron y en 1920, el poder soviético se estableció en el pueblo.
La restauración de las minas se inició en 1924. Durante el proceso de industrialización en la Unión Soviética, en la mina se construyeron un taller mecánico, un depósito de locomotoras, una torre de enfriamiento, una línea de alto voltaje, dos subestaciones eléctricas y una planta de compresores. En 1934, se puso en funcionamiento la nueva mina Kapitalna, una de las más grandes en ese momento en Kryvbás (en). La extracción de mineral aumentó a 726.000 toneladas en 1940.
Durante la Segunda Guerra Mundial, Zhovta Riká fue ocupada por las tropas alemanas el 13 de agosto de 1941 y liberada de la ocupación por las tropas soviéticas el 20 de octubre de 1943.
Se encontraron reservas industriales de minerales de uranio en las minas de los depósitos de hierro magnético y en 1951, se estableció en Zhovta Riká la Planta de Minería y Enriquecimiento del Este para extraer materias primas de uranio. El lugar recibió el estatuto de ciudad en 1957 y se le cambió el nombre a Zhovti Vody. A los extranjeros no se les permitía la entrada a la ciudad en tiempos soviéticos.
Hasta el 18 de julio de 2020, Zhovti Vody fue una ciudad de importancia regional. El estatus fue abolido en julio de 2020 como parte de la reforma administrativa de Ucrania, que redujo el número de raiones del óblast de Dnipropetrovsk a siete. El territorio del área municipal de Zhovti Vody se fusionó con el raión de Kamianské.

## Demografía
La evolución de la población de Zhovti Vody entre 1939 y 2022 fue la siguiente:
| 6522                                                          | 32 406 | 40 334 | 51 653 | 61 690 | 53 582 | 50 719 | 46 551 | 47 509 | 44 629 | 42 052 |
| (Fuente: Cities & Towns of Ukraine y UKRAINE: Größere Städte) |        |        |        |        |        |        |        |        |        |        |

Según el censo de 2001, el 80,14% de la población son ucranianos y el 16,66% son rusos. En cuanto al idioma, la lengua materna de la mayoría de los habitantes, el 76,89%, es el ucraniano; del 21,06% es el ruso.

## Economía
El mayor empleador de la ciudad es la empresa estatal “VostGOK”, la mayor planta de extracción y procesamiento de mineral de uranio de Ucrania. La empresa produce el 70% de los productos manufacturados de la ciudad y emplea a 3.800 personas en la ciudad.
Zhovti Vody alberga el Instituto de Investigación y Diseño de Tecnología Industrial de Ucrania, cuyo objetivo es el diseño general y el apoyo a proyectos de instalaciones del ciclo del combustible nuclear, actividades de investigación y diseño en el campo de los problemas de gestión de residuos radiactivos en la industria de la energía nuclear.

## Infraestructura

### Transporte
La ciudad está conectada con Dnipró por las autopista P74-E50.

## Cultura

### Deporte
El FC Sirius Zhovti Vody fue un equipo de fútbol que jugó en la Liga Soviética de Ucrania (primera división de la RSS de Ucrania) que desapareció en 1996, poco después de mudarse a Krivói Rog.El equipo fue refundado en 2010.

## Personas importantes
- Oleksiy Zhuravko (1974-2022): político ucraniano y ruso que fue miembro del parlamento nacional de Ucrania de la Rada Suprema.
- Inna Tutukina (1986): deportista ucraniana que compitió en triatlón bajo la bandera de Rusia (desde 2011).
- Anastasiya Poliánskaya (1986): deportista rusa que compitió en triatlón y ganó una medalla de plata en el Campeonato Europeo de Triatlón de 2009.

## Galería

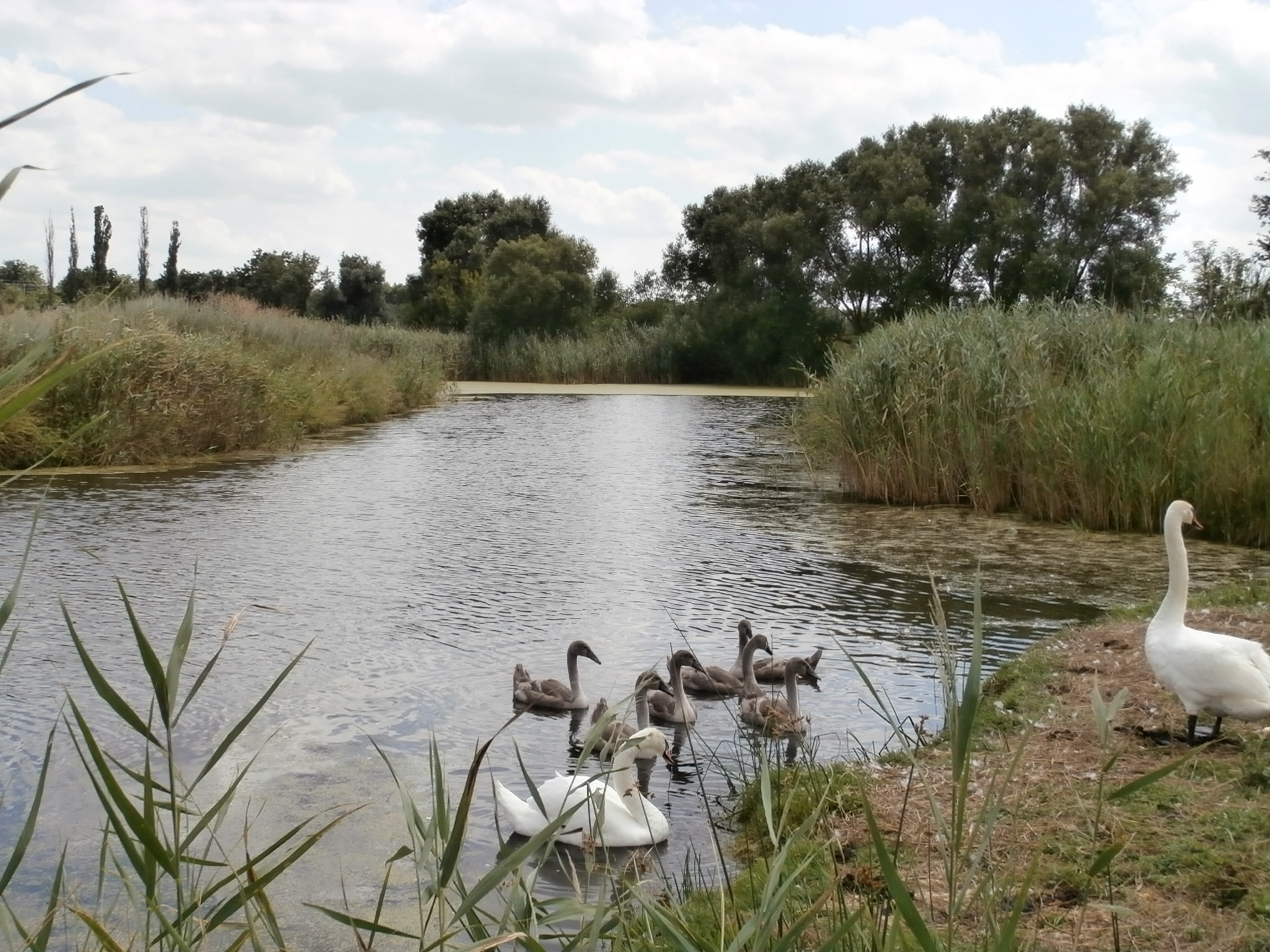
Río Zhovta
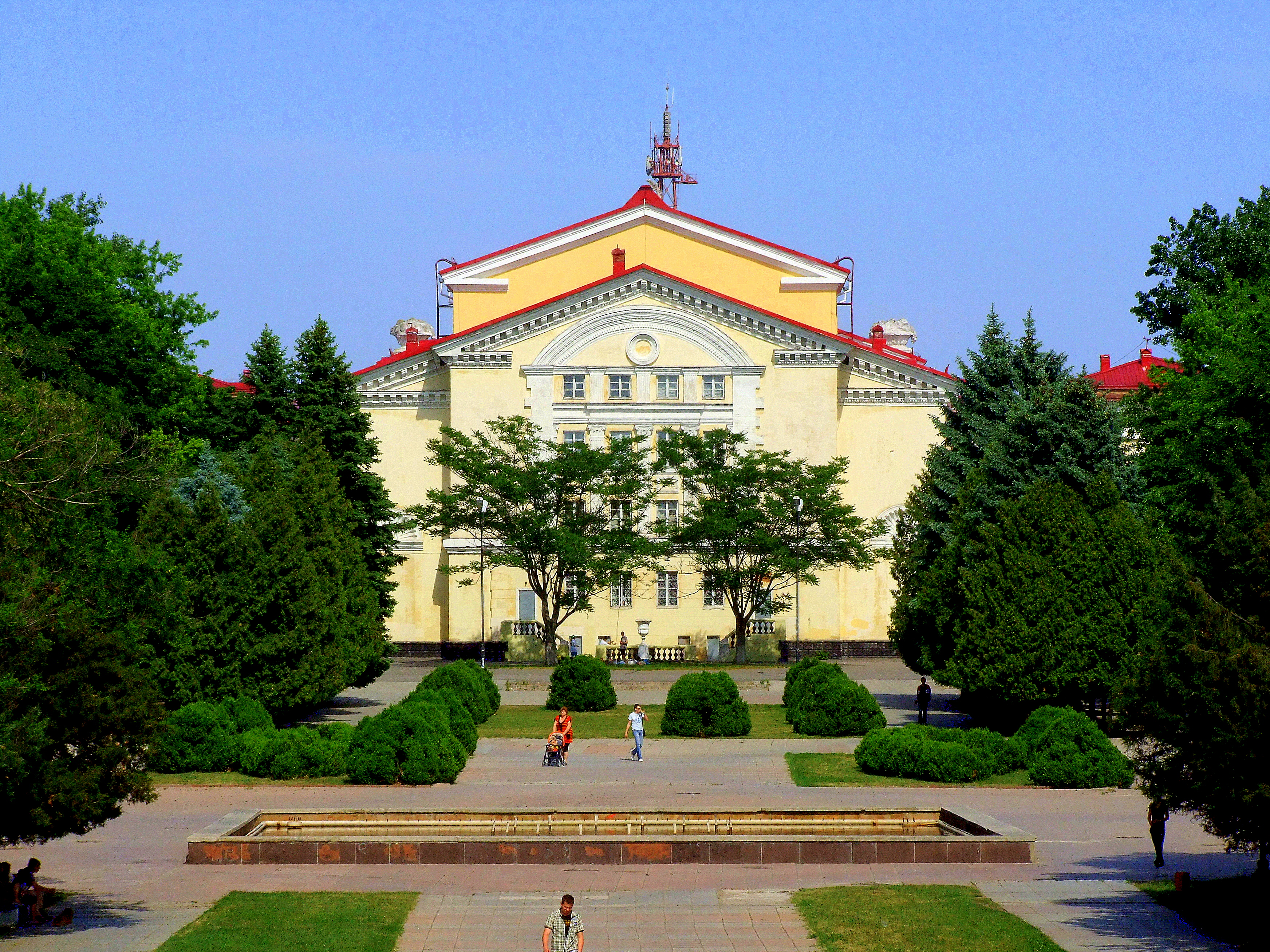
Calle principal de la ciudad
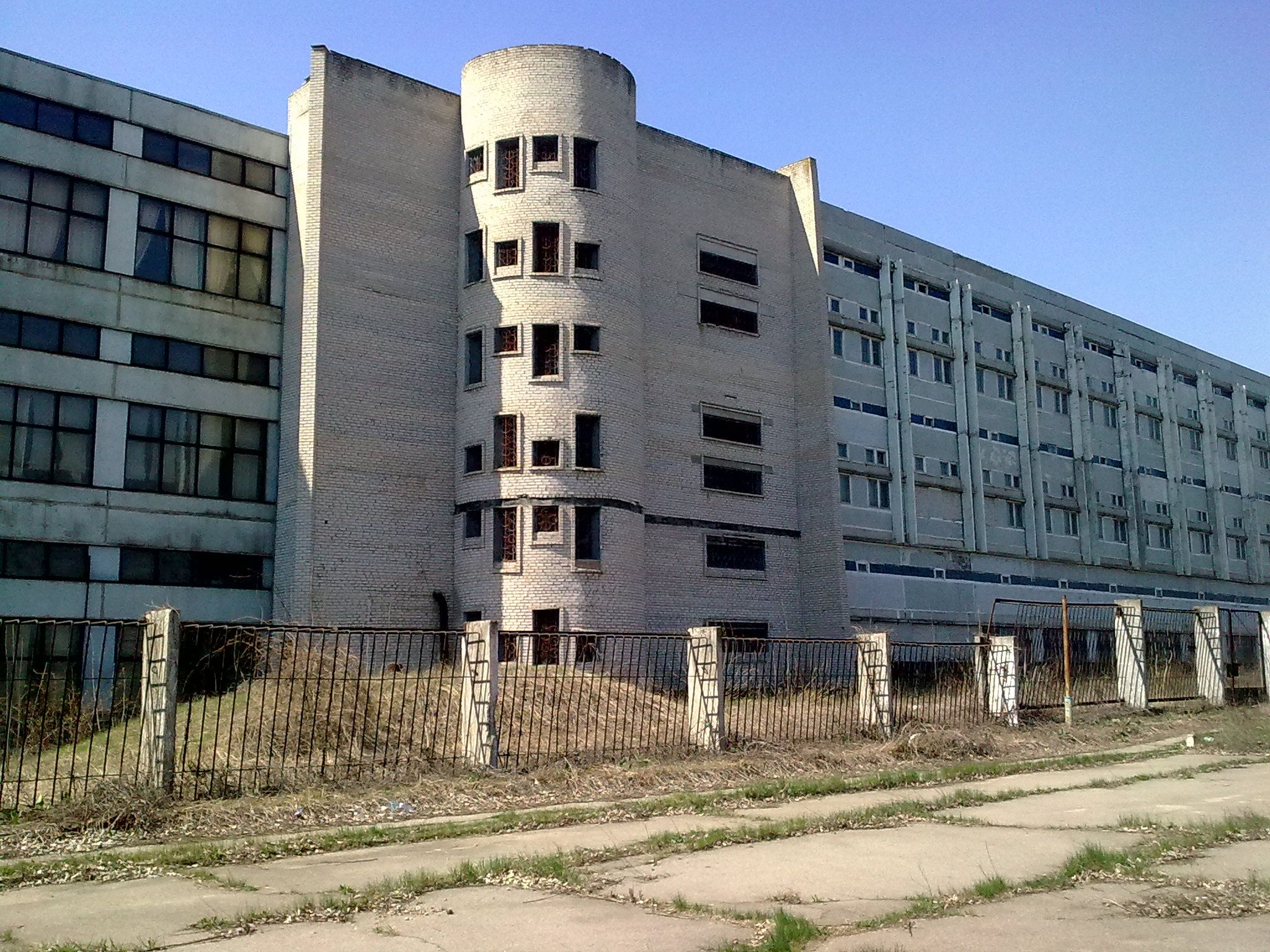
Antigua fábrica en Zhovti Vody
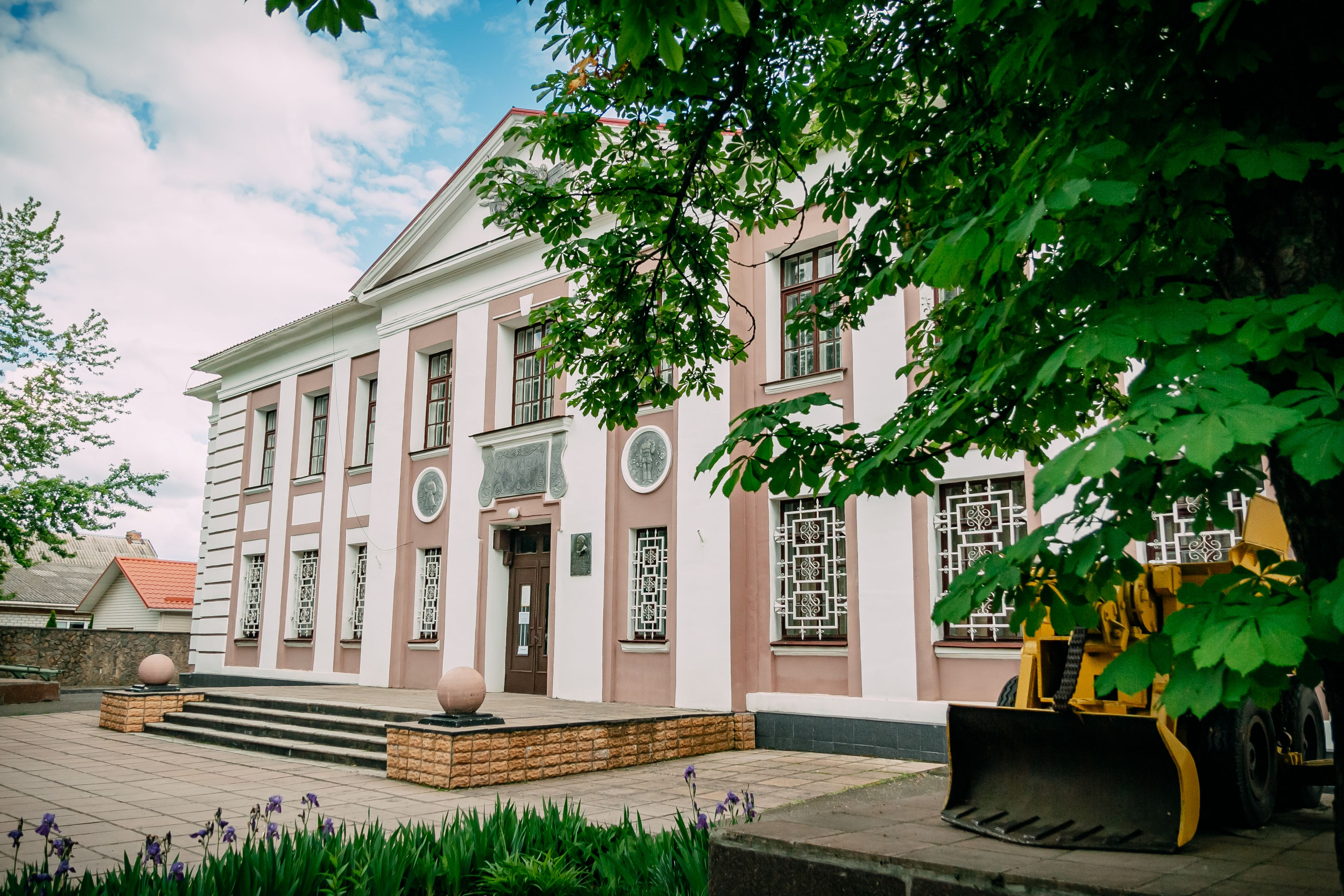
Museo de historia local
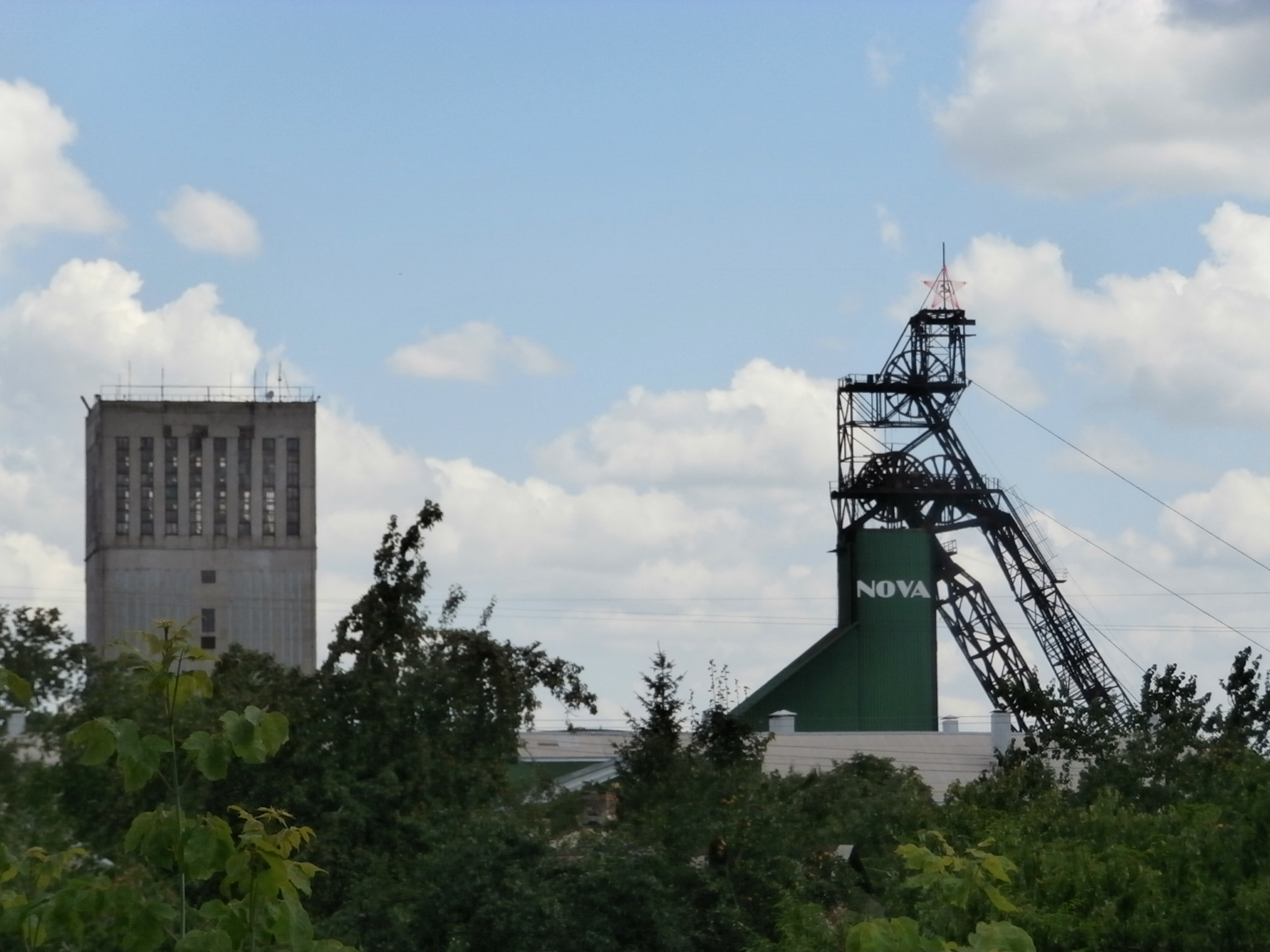
Mina Nova